# Лучич Пилип Лук'янович
Лу́чич Пили́п Лук'я́нович — державний діяч. Три строки перебував на посаді одеського міського голови (1824–1827, 1830–1833, 1839–1842), за етнічним походженням — серб.

## Життєпис
Пилип Лучич був директором від купецтва в Одеській конторі державного комерційного банку та членом будівельного комітету, мав почесне звання комерційного радника, відповідного чину сьомого класу — надвірного радника.
В 1827 році Лучич був членом правління Рішельєвського ліцею, а з 1833 по 1838 рік членом будівельного комітету при правлінні ліцею.
Чудовий будинок Лучич перебував на проспекті Українських Героїв, у нього часто гостював Пушкін, з яким він дружив і часто грав в карти. Блискучі бали, які влаштовував Пилип Лук'янович, залучали всю комерційно-великосвітську Одесу. У 1838 році Лучич подарував свій будинок для відкриття в ньому Херсонської духовної семінарії. У наслідку будинок перебудували, до наших днів він не зберігся. Зник Лучич з одеського горизонту зовсім непомітно на початку 1840-х років. Точна дата його смерті не відома. Так чи інакше, але багатства Лучич не нажив, діти його бідували, терплячи позбавлення, при цьому пишалися участю батька у створенні первісної історії Одеси, його дружбою з Пушкіним. Його дочка виросла в розкоші і багатстві, а закінчила свої дні в богадільні.